# تاج بیوک
تاج بیوک یک منطقهٔ مسکونی در ایران است که در دهستان مهماندوست واقع شده‌است. تاج بیوک ۶۶ نفر جمعیت دارد.

## روستاهای همجوار
روستای ترکده
روستای جین قشلاقی
روستای خواجه ایم